# Viaduc Noce
Le viaduc Noce (en italien viadotto Noce) est un pont en poutre-caisson autoroutier de l'A2 situé à proximité de Lagonegro, en Basilicate (Italie).

## Histoire
À son inauguration en 1967, le viaduc Noce possédait l'une des plus grandes travées de pont à poutres d'Italie. Dans le cadre de la rénovation de l'autoroute A3, renommé dorénavant A2 Autostrada del Mediterraneo, ses travées d'origine ont été dynamitées en 2009, et les piles ont été rénovées et renforcées. En août 2011, le nouveau viaduc fut remis en service avec un tablier plus large comprenant deux voies plus une de sécurité.
À environ 5 km plus au sud, après la sortie d'autoroute « Lagonegro Sud », se trouve le viaduc Serra, également en poutre-caisson métallique.